# Tuguridiplosis abdita
Tuguridiplosis abdita är en tvåvingeart som beskrevs av Fedotova 2005. Tuguridiplosis abdita ingår i släktet Tuguridiplosis och familjen gallmyggor. Inga underarter finns listade i Catalogue of Life.